# وائووائو
وائووائو (بالإنجليزية: WOWOW)‏ قناة تلفزيونية فضائية يابانية خاصة. يقع مقرها في أكاساكا، ميناتو، طوكيو.

## روابط أضافية
- الموقع الرسمي (باليابانية)
- وائووائو على موقع ANN company (الإنجليزية)